# IC 2202
IC 2202 је спирална галаксија у сазвјежђу Летећа риба која се налази на листи објеката дубоког неба у Индекс каталогу.
Деклинација објекта је - 67° 34' 28" а ректасцензија 7h 27m 54,9s. Привидна величина (магнитуда) објекта IC 2202 износи 12,8 а фотографска магнитуда 13,6. Налази се на удаљености од 45,280 милиона парсека од Сунца. IC 2202 је још познат и под ознакама ESO 88-16, AM 0727-672, IRAS 07278-6728, PGC 21057.